# Jan Morávek (Schriftsteller)

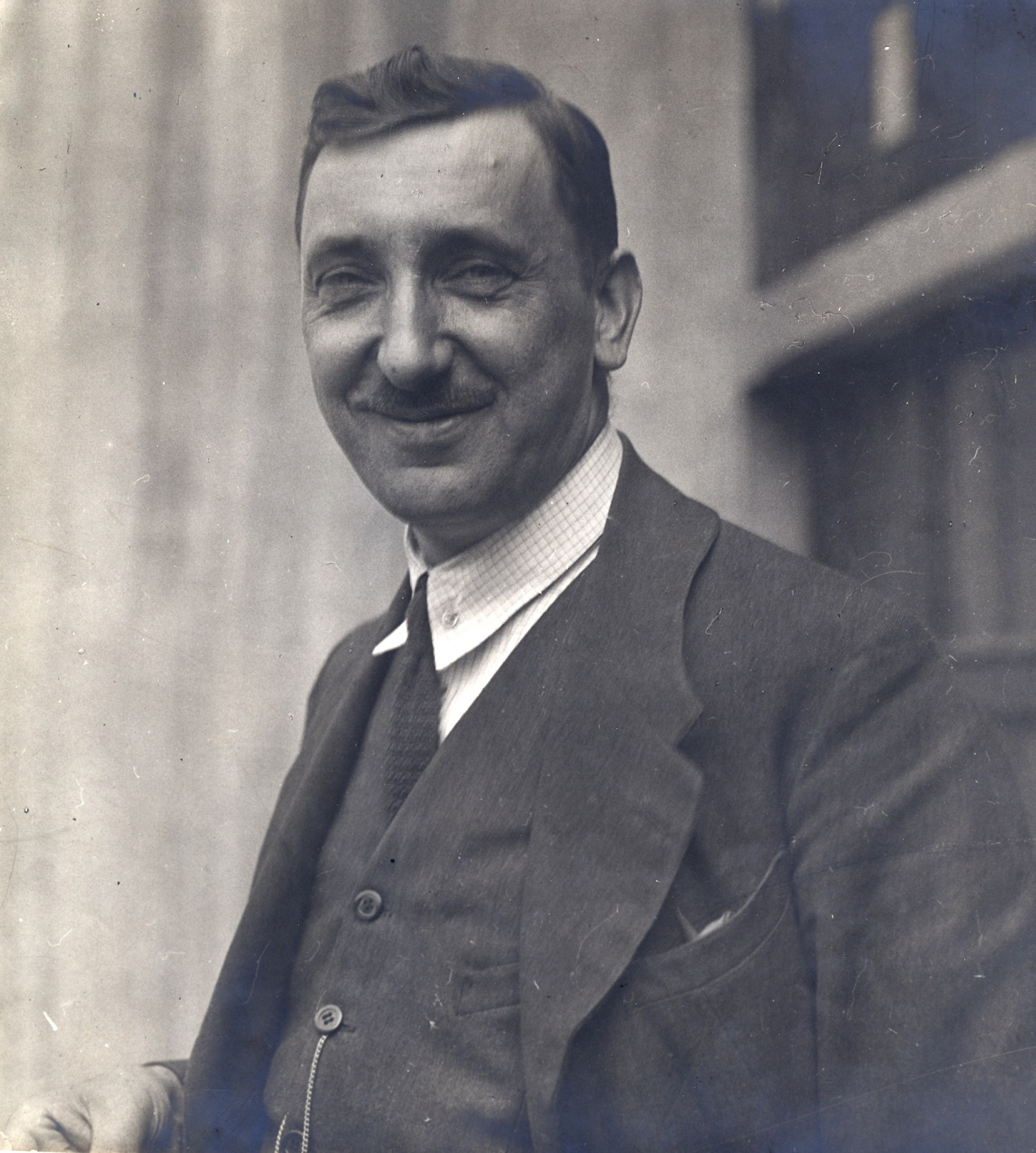
Jan Morávek

Jan Morávek (* 1. Mai 1888 in Kamenný Přívoz; † 4. April 1958 in Prag) war tschechischer Schriftsteller und Journalist.

## Leben
Das Kind eines Metzgers besuchte zunächst die Industrieschule, sein Hauptinteresse galt jedoch der Literatur und dem Theater, in dem er auch, nachdem er die Schule abgebrochen hat, tätig wird. Nach einer Unterbrechung durch Militärdienst, spielt er seit 1912 auf Bühnen in Nachod und Pilsen. 1914 rückt er ein. Nach dem Krieg erhält er ein Engagement im Theater Divadlo na Vinohradech, später bei Karel Hašler in seiner Lucerna.
1919 verlässt er die Bühne und beginnt als Redakteur bei der Zeitschrift Obrana venkova und Kalendář republiky (Kalender der Republik). Bis 1941 ist er schließlich als Chefredakteur des Pražský ilustrovaný zpravodaj (Prager illustrierter Berichterstatter) im Verlag Melantrich unter Leitung von Jaroslav Šalda tätig.
Heute ist der Autor kaum noch bekannt, seinerzeit führte er jedoch gemeinsam mit Jan Vrba, Jindřich Šimon Baar, Josef Knap, Ivan Olbracht und Karel Čapek die Bestsellerliste an.

## Werke
Jan Morávek schrieb über zwanzig Romane, zahlreiche Erzählungen, Kinderbücher, Gedichte, Theaterstücke und Memoiren. Seien realistische Prosa beschreibt das Leben auf dem Dorf.

### Erzählungen
- Nový Cyrano a jiné povídky o lásce (1916)
- Děda Zdravíčko (1958)

### Romane
- Špatný voják (1930) (Autobiographie)
- Ohnivá lázeň (1931)
- Plavci na Sázavě (1932) (sein erfolgreichstes Buch)
- Divočina (1933)
- Skalní Plemeno (1934)
- Byl na Sázavě přívoz (1935).
- Dědičný hřích (1936)
- Mamánek (1937)
- Srdce na zámek (1937)
- Jediná cesta (1937)
- Ztracený člověk (1940)
- Opuštěná řeka (1941)
- Rybářova žena (1941)
- Pod mraky (1943)
- Chléb odříkaný (1944).
- Zpáteční voda (1947)
- Veselá ves (1948)
- U nás na Sázavě (1957)
- Kuropění (1985)